# Callophrys washingtonia
Callophrys washingtonia är en fjärilsart som beskrevs av Clench 1945. Callophrys washingtonia ingår i släktet Callophrys och familjen juvelvingar. Inga underarter finns listade i Catalogue of Life.